# كلود (لعبة فيديو)
كلود (بالإنجليزية: Cloud)‏ ، هي لعبة فيديو إلكترونية من نوع تصويب منظور الشخص الثالث والغاز، أنتجت اللعبة من قبل مجموعة طلبة قسم يو أس سي انتراكتيف ميديا ديفيجن التابعة لجامعة جنوب كاليفورنيا الأمريكية سنة 2005م.

## وصلات خارجية
- الموقع الرسمي
- Thatgamecompany's Cloud page